# Roberto Gerhard
Robert Gerhard i Ottenwaelder (25 september 1896 - 5 januari 1970), buiten Spanje bekend als Roberto Gerhard, was een Spaans-Catalaanse componist en schrijver. Hij schreef opera's, symfonieën en balletten.
Gerhards bekendste werken zijn zijn vier symfonieeën, het oratorium 'The Plaque', het ballet 'Pandora and Ariel' en zijn kamermuziek waaronder 'Sardanas'. Ook schreef hij de soundtrack voor enkele films en schreef hij toneelmuziek voor producties van The Royal Shakespeare Company.
- Bibsys: 3035858
- Biblioteca Nacional de España: XX948657
- Bibliothèque nationale de France: cb13894405m (data)
- Catàleg d'autoritats de noms i títols de Catalunya: 981058512796406706
- CiNii: DA12495272
- Gemeinsame Normdatei: 118918184
- International Standard Name Identifier: 0000 0000 8138 6320
- Library of Congress Control Number: n81071366
- Nationale Bibliotheek van Letland: 000116377
- MusicBrainz: 99ac9dd1-4c4a-4869-bd1e-d53fa883d807
- Nationale Bibliotheek van Tsjechië: xx0170433
- Nationale bibliotheek van Australië: 35850010
- Nationale Bibliotheek van Israël: 987007282828905171
- Nederlandse Thesaurus van Auteursnamen: 072659645
- Réseau des bibliothèques de Suisse occidentale: 02-A003289983
- Istituto Centrale per il Catalogo Unico: LO1V152577
- LIBRIS: 294025
- SNAC: w6377tvz
- Système universitaire de documentation: 067052894
- Trove: 1115163
- Virtual International Authority File: 59269598
- WorldCat: E39PBJc7XJxpj6gf9rfMjpbWXd